# David Fray
Pour les articles homonymes, voir Fray (homonymie).
David Fray est un pianiste français né le 24 mai 1981 à Tarbes dans les Hautes-Pyrénées. Il est marié avec Chiara Muti.

## Biographie
Fils d'enseignants dans l'un des deux lycées généraux tarbais, David Fray commence le piano très tôt, à 4 ou 5 ans, sous l'influence de la culture musicale allemande, langue enseignée par sa mère.
À 14 ans, il est distingué par le conservatoire de sa ville natale où il obtient trois médailles d’or : piano, musique de chambre et formation musicale.

Après avoir remporté divers concours, il entre en 1999 au Conservatoire national supérieur de musique et de danse de Paris  dans la classe de Jacques Rouvier où il obtient le diplôme de formation supérieure avec mention très bien.

En 2002, David Fray est admis en cycle de perfectionnement — de nouveau chez Jacques Rouvier — puis en formation supérieure de musique de chambre — dans la classe de Christian Ivaldi et de Claire Désert.
Depuis, il s’est produit, entre autres, à la Cité de la musique (2002), au Théâtre Mogador à Paris (2003), au Festival de La Roque-d'Anthéron (été 2004), au festival d’Entrecasteaux, à la 15e édition de La Folle Journée de Nantes (2009), Place des Arts de Montréal et à l'Alti Hall de Kyoto.
Il collabore avec des orchestres internationaux de renom comme l’Orchestre national du Capitole de Toulouse, l’Orchestre de Paris sous la direction de John Axelrod et Christoph Eschenbach, l’Orchestre national de France, l’Orchestre du Mozarteum de Salzbourg, l’Orchestre du Concertgebouw d’Amsterdam, l’Orchestre Métropolitain de Montréal…
Il effectue des tournées dans plusieurs pays du monde. En Espagne : Barcelone, Madrid ; en Angleterre : Londres ; en Amérique du Sud (2005/2006) ; en Italie (mars 2007), sous la direction de Riccardo Muti : Rome, Turin ; en Allemagne (décembre 2007), avec l’Orchestre de la Radio Bavaroise : Munich, Zurich ; et aux États-Unis : Boston, New York, Philadelphie…
En parallèle, David Fray obtient des récompenses et des distinctions. Après s’être vu attribuer le 2e Grand Prix au Concours international de Montréal, en 2004, la maison de disques canadienne Atma Classique signe avec lui un contrat et lui fait enregistrer son premier disque consacré à Schubert et Liszt.
À la suite d’un concert où il remplaça Hélène Grimaud au Théâtre du Châtelet en juin 2006, Virgin Classics signe avec lui un contrat d’exclusivité. L’année suivante, un disque est publié, enregistrement qui met « en miroir » les œuvres de Bach avec celles de Pierre Boulez.

En 2008, le second disque est consacré aux quatre concertos pour clavier et cordes de Bach pour lesquels il est accompagné par l’Orchestre de Chambre de Brême.
En 2009, invité au Festival International de Baalbeck au Liban.

## Récompenses et distinctions
- 1995 : Médaille d’or de piano, médaille d’or de musique de chambre, médaille d’or de formation musicale, décernées par le conservatoire de Tarbes.
  - Lauréat du Concours des jeunes talents d’Aix-en-Provence.
- 1998 : Lauréat du Concours international d’Arcachon.
- 2003 : Diploma of Outstanding Merit lors du 5e Concours international d’Hamamatsu au Japon.
  - Sélectionné pour participer à la Master Class de Menahem Pressler au Théâtre du Châtelet.
- 2004 : Lauréat de la Fondation Banque populaire avec bourse à la clé.
  - Lauréat de l’Association française d'action artistique (AFAA)
  - Désigné « Révélation classique de l’année » par la Société civile pour l'administration des droits des artistes et musiciens interprètes (ADAMI).
  - Deuxième Grand Prix et Prix de la meilleure interprétation d’une œuvre canadienne[2] au Concours international de Montréal[3].
  - Désigné « Soliste de l'année » par la commission des Radios francophones publiques : Radio France, RTBF, RSR et Radio-Canada.
- 2005 : Lauréat de la Fondation Meyer pour le développement culturel et artistique.
- 2006 : Prix des jeunes talents du Klavier-Festival Ruhr (de) (18e Festival de piano de la Ruhr), parrainé par Pierre Boulez.
- 2008 : Nommé aux Victoires de la musique classique dans la catégorie « révélation soliste instrumental de l’année ».
- 2009 : Nommé aux Victoires de la musique classique, dans la catégorie « soliste instrumental de l'année ».
- 2010 : Désigné « Soliste instrumental de l'année » aux 17e Victoires de la musique classique, le 8 février.

## Discographie
- Mars 2006 : CD, Schubert - Liszt, Atma Classique.
  - Fantaisie en ut majeur, op. 15, D. 76, dite « Fantaisie Wanderer ».
  - Transcriptions de 2 lieds de Schubert : Tu es ma paix (Du bist die Ruh) – Le Double (Der doppelgänger).
  - Sonate pour piano en si mineur.
- Mai 2007 : coffret de 6 CD, Édition Klavier-Festival Ruhr (de) 2006/2007. Portraits II, vol. 15, coll. III, Avi-music/FonoForum/National-Bank.
  - Récitals de 7 jeunes pianistes[4] enregistrés au cours des 18e et 19e Festivals de piano de la Rhur.
  - Le CD no 3, consacré à David Fray, enregistré en 2006, comporte des œuvres de :
    - Johann Sebastian Bach, partita no 4 en ré majeur, BWV 828.
    - Pierre Boulez, 12 notations pour piano.
    - Ludwig van Beethoven, sonate pour piano no 7 en ré majeur, op. 10 no 3.
- Mai 2007 : CD, Bach - Boulez, Virgin Classics (0 9463857872 7).
  - Partita en ré majeur, BWV 828.
  - 12 notations pour piano (Boulez).
  - Suite française no 1 en ré mineur, BWV 812.
  - Incises (Boulez).
    - Récompensé par le Newcomer of the Year 2008, décerné par BBC Music Magazine (en) au mois de mai, en Grande-Bretagne, et par l'ECHO Klassik 2008 dans la catégorie « meilleur jeune soliste », en Allemagne[5].
- Novembre 2008 : CD, JS Bach. Piano concertos[6] – Orchestre de Chambre de Brême sous la direction de Florian Donderer, Virgin Classics (50999 213064 2 6).
  - Concerto pour piano en ré mineur, BWV 1052.
  - Concerto pour piano en la majeur, BWV 1055.
  - Concerto pour piano en fa mineur, BWV 1056.
  - Concerto pour piano en sol mineur, BWV 1058.
    - Récompensé par l'ECHO Klassik 2009 dans la catégorie « Instrumentaliste de l'année - piano », en Allemagne[7].
- 21 septembre 2009 : CD, Schubert. Moments musicaux – Impromptus, Virgin Classics (50999 694489 0 4).
  - Six Moments musicaux, D. 780.
  - Allegretto en ut mineur, D. 915.
  - Quatre impromptus, op. 90, D. 899.
- 22 novembre 2010 : CD, Mozart. Concertos pour piano no 22 et 25 - Philharmonia Orchestra sous la direction de Jaap van Zweden, Virgin Classics (50999 641964 0 4).
  - Concerto pour piano no 22 en mi bémol majeur, K. 482.
  - Concerto pour piano no 25 en ut majeur, K. 503.
- 30 novembre 2012 : CD, Bach. Partitas n°2 & 6, Toccata BWV 911, Virgin Classics (50999 070944 2 2).
  - Partita n° 2 en ut mineur, BMW 826.
  - Toccata en ut mineur, BWV 911.
  - Partita n° 6 en mi mineur, BWV 830.
- 9 mars 2015 : CD, Schubert. Fantaisie, Warner Classics/Erato (825646 166992).
  - Sonate en sol majeur "Fantaisie", D. 894.
  - Mélodie hongroise en si mineur, D. 817.
  - Fantaisie en fa mineur, pour piano à quatre mains, D. 940, avec Jacques Rouvier.
  - Allegro en la mineur "Lebensstürme", pour piano à quatre mains, D. 947, avec Jacques Rouvier.
- 3 février 2017 : Frédéric Chopin, sélection de Nocturnes et de Mazurkas, une Polonaise et une Valse, Erato
- 16 novembre 2018 : CD Jean-Sébastien Bach, Concertos pour 2, 3 & 4 pianos avec l'orchestre national du capitole de Toulouse, Erato
- 29 mars 2019 : Jean-Sébastien Bach, Sonates pour violon et piano, avec Renaud Capuçon, Erato
- 2021 : CD, Jean-Sébastien Bach. Variations Goldberg,Erato.

## Documents
- 2005 : DVD Les Pianos de demain – La Roque-d'Anthéron – Les Pianos de la nuit, Idéale Audience International/Naïve Records (82218602118 7), paru en juin.
  - Récitals de 6 jeunes pianistes[8] où David Fray interprète la Fantaisie Wanderer de Franz Schubert.
- 2008 : DVD Swing, Sing & Think – David Fray Records JS Bach – Un film de Bruno Monsaingeon, réalisé en janvier 2008[9], Deutsche Kammerphilarmonie Bremen sous la direction de Florian Donderer, Medici arts/Virgin Classics (50999 213064 9 5), paru en novembre[10].
  - Concerto pour piano en la majeur BWV 1055
  - Concerto pour piano en fa mineur BWV 1056
  - Concerto pour piano en sol mineur BWV 1058
- 2011 : DVD David Fray Records Mozart – Un film de Bruno Monsaingeon, réalisé en août 2010 aux  Abbey Roads Studios à Londres, Orchestre Philharmonia, dirigé par Jaap van Zweden, Virgin Classics (50999 6419649 7), paru en juillet.
  - Concerto pour piano no 22 en mi bémol majeur K482
  - Concerto pour piano no 25 en ut majeur K503

## Sources
- David Fray, le lyrisme roi, magazine Pianiste no 53, novembre 2008.
- Swing, Sing & Think - David Fray Records JS Bach, livret du DVD cité plus haut.